# Rhododendron kanehirae
Rhododendron kanehirai là một loài thực vật có hoa trong họ Thạch nam. Loài này được E.H.Wilson miêu tả khoa học đầu tiên năm 1921.

## Hình ảnh

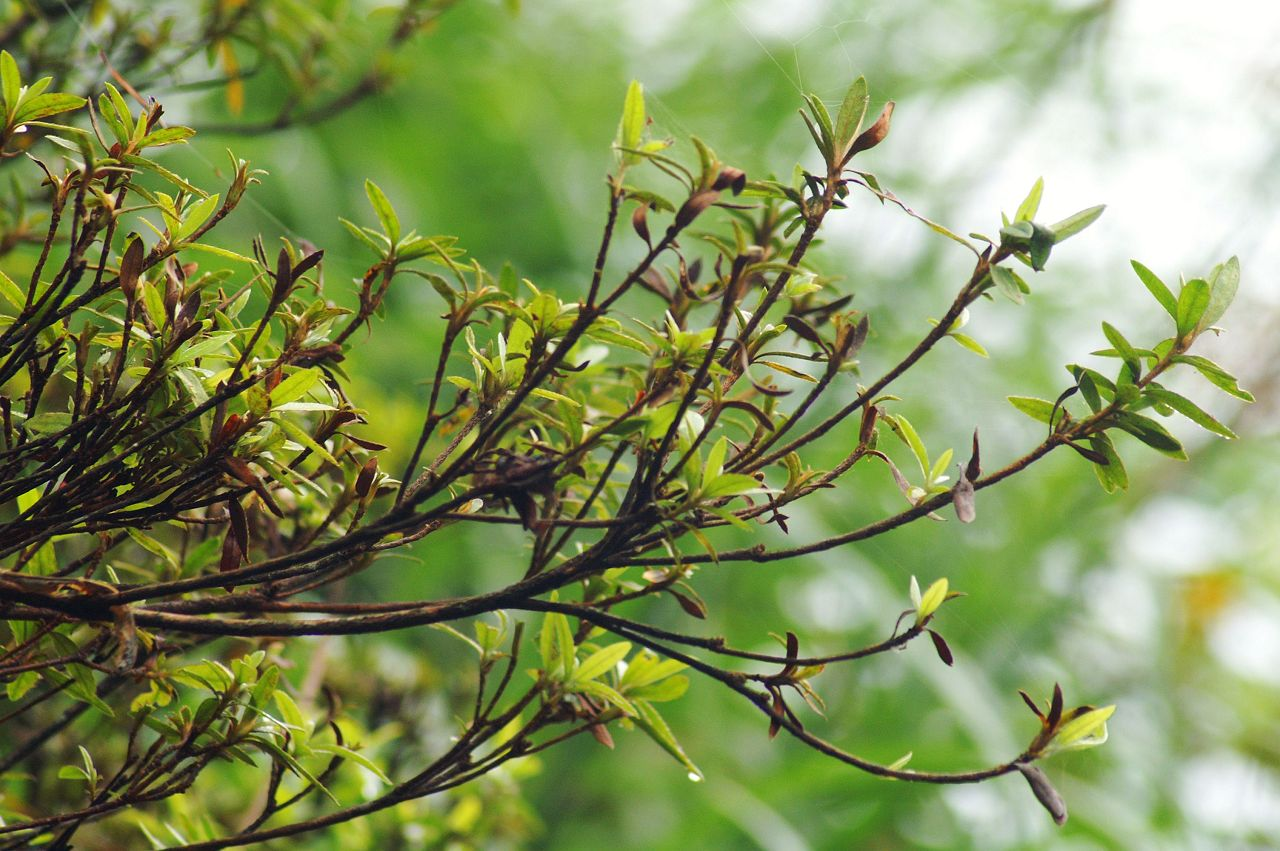